# Szentmihálykörtvélyes
Szentmihálykörtvélyes (1899-ig Körtvélyes, ukránul: Грушеве [Hruseve], oroszul: Грушевo [Grusevo], szlovákul: Hrušov, románul: Peri) falu Ukrajnában, Kárpátalján, a Técsői járásban.

## Fekvése
Técsőtől 15 km-re keletre, a Tisza jobb partján, csodás szépségű völgyben fekszik. Határában torkollik a Tiszába az Apsica.

## Nevének eredete
Nevének előtagját egykori Mihály arkangyal monostoráról, utótagját vadkörtefában gazdag területéről kapta.

## Története
A település híres gyümölcstermő hely volt.
Az 1800-as évek elejétől a községben kincstári telepítésű aranymosók dolgoztak a Tisza partjain.
Határában Károly Róbert király idejében, a 14. század elején az ide telepített románok görög szertartású monostort alapítottak Szent Mihály arkangyal tiszteletére.
Nagy Lajos király a Moldvából elüldözött Szász vajda fiát Drágot, a Drágfi család ősét nevezte ki máramarosi vajdává és a kolostor is az ő fennhatósága alá került. 1390-ben a konstantinápolyi pátriárka saját joghatósága alá rendelte. 1558 körül oszlott fel a kolostor, a hozzá tartozó papok pedig a munkácsi püspökséghez kerültek. 1664-ben pusztult el a kolostor. Ma csak egy kis halom és kereszt jelöli helyét. Mások szerint már a bolgár-szlávok idején működött.
Volt görögkatolikus temploma 1788-ban épült.
1910-ben 1705, többségben ruszin lakosa volt, jelentős német kisebbséggel. A trianoni békeszerződésig Máramaros vármegye Szigeti járásához tartozott.

## Népesség
1991-ben 5200 lakosa volt.

## Közlekedés
A települést érinti a Bátyú–Királyháza–Taracköz–Aknaszlatina-vasútvonal.
Az Ungvár-Rahó főútvonal mellett fekszik.

## Nevezetességek
- Néprajzi múzeum